# 天桥站 (凤城市)
天桥站是凤上铁路上的一个火车站，位于辽宁省丹东市凤城市石城镇石家村。该站距离凤凰城站70公里，上河口站84公里，隶属中国铁路沈阳局集团管辖。